# Limburgerhof
Limburgerhof – gmina bezzwiązkowa (niem. verbandsfreie Gemeinde) w Niemczech, w kraju związkowym Nadrenia-Palatynat, w powiecie Rhein-Pfalz.
W miejscowości jest przystanek kolejowy, dawniej stacja Limburgerhof.